# Llista d'asteroides/100301–100400
| Nom      | Designació provisional | Data de descobriment | Lloc de descobriment | Descobridor/s                        |
| -------- | ---------------------- | -------------------- | -------------------- | ------------------------------------ |
| 100301 - | 1995 FH12              | 27 de març, 1995     | Kitt Peak            | Spacewatch                           |
| 100302 - | 1995 FQ14              | 27 de març, 1995     | Kitt Peak            | Spacewatch                           |
| 100303 - | 1995 FD15              | 27 de març, 1995     | Kitt Peak            | Spacewatch                           |
| 100304 - | 1995 FJ20              | 31 de març, 1995     | Kitt Peak            | Spacewatch                           |
| 100305 - | 1995 GN1               | 1 d'abril, 1995      | Kitt Peak            | Spacewatch                           |
| 100306 - | 1995 GH2               | 2 d'abril, 1995      | Kitt Peak            | Spacewatch                           |
| 100307 - | 1995 GJ8               | 8 d'abril, 1995      | Kitt Peak            | T. J. Balonek                        |
| 100308 - | 1995 HB                | 21 d'abril, 1995     | Ondřejov             | P. Pravec, L. Šarounová              |
| 100309 - | 1995 HD                | 20 d'abril, 1995     | Kuma Kogen           | A. Nakamura                          |
| 100310 - | 1995 HK3               | 26 d'abril, 1995     | Kitt Peak            | Spacewatch                           |
| 100311 - | 1995 HZ3               | 26 d'abril, 1995     | Kitt Peak            | Spacewatch                           |
| 100312 - | 1995 LQ                | 3 de juny, 1995      | Kitt Peak            | Spacewatch                           |
| 100313 - | 1995 LD1               | 5 de juny, 1995      | Xinglong             | Beijing Schmidt CCD Asteroid Program |
| 100314 - | 1995 MK1               | 22 de juny, 1995     | Kitt Peak            | Spacewatch                           |
| 100315 - | 1995 MZ1               | 23 de juny, 1995     | Kitt Peak            | Spacewatch                           |
| 100316 - | 1995 MM2               | 24 de juny, 1995     | Kitt Peak            | Spacewatch                           |
| 100317 - | 1995 MJ3               | 25 de juny, 1995     | Kitt Peak            | Spacewatch                           |
| 100318 - | 1995 MN4               | 29 de juny, 1995     | Kitt Peak            | Spacewatch                           |
| 100319 - | 1995 MY4               | 22 de juny, 1995     | Kitt Peak            | Spacewatch                           |
| 100320 - | 1995 MF5               | 22 de juny, 1995     | Kitt Peak            | Spacewatch                           |
| 100321 - | 1995 MG8               | 29 de juny, 1995     | Kitt Peak            | Spacewatch                           |
| 100322 - | 1995 MJ8               | 29 de juny, 1995     | Kitt Peak            | Spacewatch                           |
| 100323 - | 1995 OY1               | 22 de juliol, 1995   | Church Stretton      | S. P. Laurie                         |
| 100324 - | 1995 OH3               | 22 de juliol, 1995   | Kitt Peak            | Spacewatch                           |
| 100325 - | 1995 OC4               | 22 de juliol, 1995   | Kitt Peak            | Spacewatch                           |
| 100326 - | 1995 OR4               | 22 de juliol, 1995   | Kitt Peak            | Spacewatch                           |
| 100327 - | 1995 QX                | 22 d'agost, 1995     | Uto                  | F. Uto                               |
| 100328 - | 1995 QF4               | 17 d'agost, 1995     | Kitt Peak            | Spacewatch                           |
| 100329 - | 1995 QW8               | 28 d'agost, 1995     | Kitt Peak            | Spacewatch                           |
| 100330 - | 1995 QY8               | 28 d'agost, 1995     | Kitt Peak            | Spacewatch                           |
| 100331 - | 1995 QV9               | 23 d'agost, 1995     | Xinglong             | Beijing Schmidt CCD Asteroid Program |
| 100332 - | 1995 QW11              | 20 d'agost, 1995     | Kitt Peak            | Spacewatch                           |
| 100333 - | 1995 SN5               | 22 de setembre, 1995 | Siding Spring        | R. H. McNaught                       |
| 100334 - | 1995 SZ10              | 17 de setembre, 1995 | Kitt Peak            | Spacewatch                           |
| 100335 - | 1995 SC12              | 18 de setembre, 1995 | Kitt Peak            | Spacewatch                           |
| 100336 - | 1995 SQ18              | 18 de setembre, 1995 | Kitt Peak            | Spacewatch                           |
| 100337 - | 1995 SY36              | 24 de setembre, 1995 | Kitt Peak            | Spacewatch                           |
| 100338 - | 1995 ST39              | 25 de setembre, 1995 | Kitt Peak            | Spacewatch                           |
| 100339 - | 1995 SP40              | 25 de setembre, 1995 | Kitt Peak            | Spacewatch                           |
| 100340 - | 1995 SQ41              | 25 de setembre, 1995 | Kitt Peak            | Spacewatch                           |
| 100341 - | 1995 ST44              | 25 de setembre, 1995 | Kitt Peak            | Spacewatch                           |
| 100342 - | 1995 SH51              | 26 de setembre, 1995 | Kitt Peak            | Spacewatch                           |
| 100343 - | 1995 SJ51              | 26 de setembre, 1995 | Kitt Peak            | Spacewatch                           |
| 100344 - | 1995 SY51              | 26 de setembre, 1995 | Kitt Peak            | Spacewatch                           |
| 100345 - | 1995 ST61              | 25 de setembre, 1995 | Kitt Peak            | Spacewatch                           |
| 100346 - | 1995 SA68              | 18 de setembre, 1995 | Kitt Peak            | Spacewatch                           |
| 100347 - | 1995 SE69              | 18 de setembre, 1995 | Kitt Peak            | Spacewatch                           |
| 100348 - | 1995 SJ72              | 20 de setembre, 1995 | Kitt Peak            | Spacewatch                           |
| 100349 - | 1995 SM78              | 30 de setembre, 1995 | Kitt Peak            | Spacewatch                           |
| 100350 - | 1995 SP82              | 24 de setembre, 1995 | Kitt Peak            | Spacewatch                           |
| 100351 - | 1995 SU88              | 29 de setembre, 1995 | Kitt Peak            | Spacewatch                           |
| 100352 - | 1995 TD1               | 14 d'octubre, 1995   | Stroncone            | A. Vagnozzi                          |
| 100353 - | 1995 TC2               | 14 d'octubre, 1995   | Xinglong             | Beijing Schmidt CCD Asteroid Program |
| 100354 - | 1995 TR4               | 15 d'octubre, 1995   | Kitt Peak            | Spacewatch                           |
| 100355 - | 1995 TO6               | 15 d'octubre, 1995   | Kitt Peak            | Spacewatch                           |
| 100356 - | 1995 TC7               | 15 d'octubre, 1995   | Kitt Peak            | Spacewatch                           |
| 100357 - | 1995 TF11              | 15 d'octubre, 1995   | Kitt Peak            | Spacewatch                           |
| 100358 - | 1995 UK2               | 24 d'octubre, 1995   | Kleť                 | Kleť                                 |
| 100359 - | 1995 UK8               | 27 d'octubre, 1995   | Oizumi               | T. Kobayashi                         |
| 100360 - | 1995 UE12              | 17 d'octubre, 1995   | Kitt Peak            | Spacewatch                           |
| 100361 - | 1995 UC14              | 17 d'octubre, 1995   | Kitt Peak            | Spacewatch                           |
| 100362 - | 1995 UJ14              | 17 d'octubre, 1995   | Kitt Peak            | Spacewatch                           |
| 100363 - | 1995 US14              | 17 d'octubre, 1995   | Kitt Peak            | Spacewatch                           |
| 100364 - | 1995 UF22              | 19 d'octubre, 1995   | Kitt Peak            | Spacewatch                           |
| 100365 - | 1995 UE32              | 21 d'octubre, 1995   | Kitt Peak            | Spacewatch                           |
| 100366 - | 1995 UZ39              | 23 d'octubre, 1995   | Kitt Peak            | Spacewatch                           |
| 100367 - | 1995 UY40              | 23 d'octubre, 1995   | Kitt Peak            | Spacewatch                           |
| 100368 - | 1995 UG41              | 23 d'octubre, 1995   | Kitt Peak            | Spacewatch                           |
| 100369 - | 1995 UX45              | 20 d'octubre, 1995   | Caussols             | E. W. Elst                           |
| 100370 - | 1995 UJ51              | 20 d'octubre, 1995   | Kitt Peak            | Spacewatch                           |
| 100371 - | 1995 UO52              | 22 d'octubre, 1995   | Kitt Peak            | Spacewatch                           |
| 100372 - | 1995 UR54              | 17 d'octubre, 1995   | Kitt Peak            | Spacewatch                           |
| 100373 - | 1995 UV69              | 19 d'octubre, 1995   | Kitt Peak            | Spacewatch                           |
| 100374 - | 1995 UX69              | 19 d'octubre, 1995   | Kitt Peak            | Spacewatch                           |
| 100375 - | 1995 UY72              | 20 d'octubre, 1995   | Kitt Peak            | Spacewatch                           |
| 100376 - | 1995 UT73              | 20 d'octubre, 1995   | Kitt Peak            | Spacewatch                           |
| 100377 - | 1995 VH                | 1 de novembre, 1995  | Oizumi               | T. Kobayashi                         |
| 100378 - | 1995 VD6               | 14 de novembre, 1995 | Kitt Peak            | Spacewatch                           |
| 100379 - | 1995 VZ6               | 14 de novembre, 1995 | Kitt Peak            | Spacewatch                           |
| 100380 - | 1995 VS10              | 15 de novembre, 1995 | Kitt Peak            | Spacewatch                           |
| 100381 - | 1995 VB13              | 15 de novembre, 1995 | Kitt Peak            | Spacewatch                           |
| 100382 - | 1995 VF13              | 15 de novembre, 1995 | Kitt Peak            | Spacewatch                           |
| 100383 - | 1995 VD15              | 15 de novembre, 1995 | Kitt Peak            | Spacewatch                           |
| 100384 - | 1995 VH15              | 15 de novembre, 1995 | Kitt Peak            | Spacewatch                           |
| 100385 - | 1995 VP15              | 15 de novembre, 1995 | Kitt Peak            | Spacewatch                           |
| 100386 - | 1995 WZ2               | 20 de novembre, 1995 | Farra d'Isonzo       | Farra d'Isonzo                       |
| 100387 - | 1995 WJ4               | 20 de novembre, 1995 | Oizumi               | T. Kobayashi                         |
| 100388 - | 1995 WW7               | 28 de novembre, 1995 | Oizumi               | T. Kobayashi                         |
| 100389 - | 1995 WU8               | 24 de novembre, 1995 | Chichibu             | N. Sato, T. Urata                    |
| 100390 - | 1995 WK13              | 16 de novembre, 1995 | Kitt Peak            | Spacewatch                           |
| 100391 - | 1995 WO17              | 17 de novembre, 1995 | Kitt Peak            | Spacewatch                           |
| 100392 - | 1995 WR17              | 17 de novembre, 1995 | Kitt Peak            | Spacewatch                           |
| 100393 - | 1995 WZ30              | 19 de novembre, 1995 | Kitt Peak            | Spacewatch                           |
| 100394 - | 1995 WX32              | 20 de novembre, 1995 | Kitt Peak            | Spacewatch                           |
| 100395 - | 1995 WG38              | 23 de novembre, 1995 | Kitt Peak            | Spacewatch                           |
| 100396 - | 1995 YH5               | 16 de desembre, 1995 | Kitt Peak            | Spacewatch                           |
| 100397 - | 1995 YK5               | 16 de desembre, 1995 | Kitt Peak            | Spacewatch                           |
| 100398 - | 1995 YA7               | 16 de desembre, 1995 | Kitt Peak            | Spacewatch                           |
| 100399 - | 1995 YM7               | 16 de desembre, 1995 | Kitt Peak            | Spacewatch                           |
| 100400 - | 1995 YX7               | 18 de desembre, 1995 | Kitt Peak            | Spacewatch                           |